# IC 4309
IC 4309 — компактная вытянутая спиральная галактика типа Sbc в созвездии Гидра. Поверхностная яркость — 13,4 mag/arcmin². Этот объект входит в число перечисленных в оригинальной редакции «Нового общего каталога».